# Sky Brown
Sky Brown (スカイ・ブラウン Sukai Buraun?), född 7 juli 2008, är en brittisk-japansk skateboardåkare som tävlar för Storbritannien. Hon är den yngsta professionella skateboardåkaren i världen, och har även vunnit det amerikanska TV-programmet Dancing with the Stars: Juniors. Hon representerade Storbritannien vid de olympiska sommarspelen 2020 i Tokyo, där hon tog en bronsmedalj i  damernas park, och blev därmed Storbritanniens yngsta medaljör genom tiderna. Vid OS 2024 tog hon åter brons i damernas park.

## Privatliv
Sky Brown föddes i Miyazaki, Japan. Hennes mamma, Mieko, är japansk och hennes pappa, Stuart, är brittisk. På japanska är hennes förnamn skrivet på kana som スカイ(Sukai) eller i kanji som 澄海 (Chōkai); som är standard för icke-traditionella japanska namn, skrivs hennes efternamn endast med kanaskrift.
Hennes brittiska far bodde i USA i flera år innan han flyttade till Japan. Brown bor i Miyazaki, men tillbringar cirka halva året i USA. Hennes familj är skateboardåkare, och hennes förskola hade en skatepark. Hon har även en skateboardramp i hennes trädgård, eftersom det inte finns några skateparker i hennes hemområde Takanabe, Miyazaki. Bortsett från skateboardåkning är Brown intresserad av att surfa.

## Karriär
Brown har ingen skateboardtränare, utan lär sig istället olika trick från YouTube. Hon övar ibland med Shaun White, som vann olympiska medaljer i snowboard. Brown sponsras av Nike, vilket gör henne till den yngsta Nike-sponsrade idrottaren i världen. Hon har medverkat i en Nikekampanj tillsammans med Serena Williams och Simone Biles. Hon får också spons av Almost Skateboards och Skateistan. Vid 10 års ålder blev Brown en professionell idrottare, vilket gjorde henne till den yngsta professionella skateboardåkaren i världen.
2016, vid 8 års ålder, deltog Brown i Vans US Open, vilket gjorde henne till den yngsta personen som någonsin tävlat vid evenemanget. Hon föll av sin skateboard i ett heat. 2017 kom hon tvåa i Asian Continental Finals, och hon slutade i topp 10 i Vans Park Series 2018. År 2018 vann hon det amerikanska tv -programmet Dancing with the Stars: Juniors.
I februari 2019 vann hon tävlingen Simple Session i Tallinn. I mars 2019 meddelade Brown att hon skulle tävla för Storbritannien, efter att tidigare ha sagt att hon skulle tävla för Japan. Brown sa att hon föredrog det "mer avslappnade tillvägagångssättet" för British Skateboarding Association. År 2019 kom Brown också trea i World Skateboarding Championship, och blev den första kvinnan som landade en frontside 540 vid X Games. Hon slutade femma vid X Games skateboardevenemang. Brown kom trea på Park World Skateboarding Championships 2020 i Brasilien.
Brown var en av fem britter som försökte kvalificera sig för Skateboard vid OS 2020, första gången sporten kommer att ingå i spelen.  Den 28 maj 2020, medan hon tränade i Kalifornien, drabbades hon av ett "fruktansvärt" fall från en halvrörsramp som ledde till att hon fick flera skallfrakturer och en bruten vänsterhandled och hand. Hon flögs till ett sjukhus och rapporterades som att hon inte svarade vid ankomsten. Hennes far sa efteråt att hon hade "tur att vara vid liv", medan Brown själv sa att det var hennes värsta fall än. Brown var ändå fast besluten att tävla i de olympiska spelen i Tokyo. I april 2021 sa Brown att hon också övervägde att försöka tävla i surfing vid de olympiska spelen i Tokyo.
I juni 2021 valdes Brown ut för att representera Storbritannien i skateboard vid OS 2020. Brown blev då den yngsta brittiska sommarolympiern någonsin, vid 13 års ålder, och slog Margery Hinton som var 13 år och 43 dagar när hon tävlade i 200 meter bröstsim vid OS 1928. Brown var inte den yngsta konkurrenten vid spelen: den syriska bordtennisspelaren Hend Zaza och den japanska skateboardåkaren Kokona Hiraki var yngre. I juli 2021 vann hon guldmedalj i X Games i grenen park för damer. Brown vann bronsmedalj i damernas parkevent i skateboard vid sommar-OS 2020 och blev Storbritanniens yngsta medaljvinnare någonsin, vid 13 års ålder och 28 dagar. 